# FMLN
Frente Farabundo Martí para la Liberación Nacional, FMLN, är ett socialdemokratiskt politiskt parti i El Salvador som tidigare var en revolutionär gerillaorganisation. FMLN bildades som en paraplyorganisation 10 oktober 1980 från de vänstersympatiserande gerillorna Fuerzas Populares de Liberación Farabundo Martí (FPL), Ejército Revolucionario del Pueblo (ERP), Resistencia Nacional (RN), Partido Comunista Salvadoreño (PCS) och Partido Revolucionario de los Trabajadores Centroamericanos (PRTC). De tog då namnet Farabundo Martí, en revolutionär ledare under 1932 års bondeuppror i El Salvador.
Efter fredsavtalet 1992, lades alla FMLN:s beväpnade grupper ner och organisationen blev ett politiskt parti. FMLN är nu ett av de två stora politiska partierna i El Salvador.
Partiet var i regeringsställning 2009-2019 och El Salvadors före detta president, Salvador Sánchez Cerén, tillhör FMLN.